# Wandlungsfähige Produktionssysteme
Von einem wandlungsfähigen Produktionssystem spricht man dann, wenn zum Zeitpunkt der Planung nicht vorhandene Funktionseinheiten später noch integriert werden können und aufgrund von Nutzenneutralität auch Änderungen am Produkt realisiert werden können, die ein ursprünglich geplantes Ausmaß übersteigen. Ein wandlungsfähiges Produktionssystem wird zum Beispiel in einer Wandlungsfähigen Fabrik oder einem wandlungsfähigen Unternehmen realisiert.
Die Bedeutung von wandlungsfähigen Produktionssystemen nimmt vor dem Hintergrund der Wandlung von Verkäufer- zum Käufermarkt sowie sich beschleunigender Clockspeeds zu, da sich damit die Produktion hin zu individuellen Kleinserien entwickelt (siehe auch: Mass Customizing). Industrie 4.0 kann ein Befähiger für wandlungsfähige Produktionssysteme sein.

## Begriff
In dem durch zweckbestimmte Produktionssysteme einerseits und flexiblen Produktionssystemen andererseits aufgespannten Bereich nehmen die Wandlungsfähigen Produktionssysteme eine Kompromissposition ein, in der kostengünstig produziert werden kann, ohne für das Vorhalten nicht abgeforderter Flexibilität große Aufwendungen zu haben.
Die Begriffe Flexibilität, Konfigurierbarkeit und Wandlungsfähigkeit werden in der produktionswirtschaftlichen Literatur oft nicht klar definiert verwendet. Um zu einer sauberen Unterscheidung zu kommen, haben Nyhuis et al. folgende Definitionen vorgelegt:
- Flexibilität ist als eine Eigenschaft von Produktionssystemen definiert, sich schnell und mit geringem Aufwand, in den Grenzen eines vorgegebenen Bereiches, an geänderte Rahmenbedingungen anzupassen.
- Rekonfigurierbare Produktionssysteme werden aus autonomen und standardisierten Funktionseinheiten so zusammengesetzt, dass bei Bedarf deren schneller Austausch gewährleistet werden kann.
- Ein wandlungsfähiges System ist beides: flexibel in engem Rahmen und leicht rekonfigurierbar, wenn breitere Produktänderungen bewältigt werden müssen.

## Eigenschaften zur Wandlungsbefähigung
Folgende Eigenschaften befähigen ein System zum Wandel und werden deswegen auch als Wandlungsbefähiger bezeichnet:
- Universalität: ein Objekt kann für unterschiedliche Aufgaben eingesetzt werden, ist je nach Anforderung gestaltbar und dimensionierbar und kann unabhängig von anderen agieren.
- Neutralität: ein Objekt kann keinen, vor allem negativen, Einfluss auf die Fähigkeiten anderer Objekte nehmen.
- Mobilität: ergibt sich aus allen Merkmalen eines Objektes, die zu einer uneingeschränkten räumlichen Bewegbarkeit beitragen.
- Skalierbarkeit: die Fähigkeit von Objekten, sowohl räumlich als auch technologisch erweiterbar oder reduzierbar zu sein.
- Modularität: der innere Aufbau eines Systems aus unabhängigen funktionsfähigen Einheiten.
- Kompatibilität: Ausdruck für die Fähigkeit des äußeren Aufbaus, an seinen Schnittstellen mit anderen Systemen verknüpft werden zu können.[4]

## Grenzen der Wandlungsfähigkeit
Folgende Faktoren können die Wandlungsfähigkeit von Produktionssystemen begrenzen:
- Zeitliche Gebundenheit an Gebäude, Anlagen und Maschinen, da Fabriken für 30 Jahre und Maschinen und Anlagen für eine Lebensdauer von 15 Jahren konzipiert werden.
- Durch die Auslegung der Ressourcen auf einen maximierten Nutzen werden Unternehmen zu starren Gebilden, da eine Fertigungskonfiguration möglichst lange beibehalten werden soll.
- Es erfolgt eine langfristige Geschäftsplanung statt einer kontinuierlich-revolvierenden Planung.
- Es gibt keine Lösung für den Zielkonflikt zwischen der Forderung nach kontinuierlicher Veränderung einerseits und dem Anspruch an gleichmäßige Auslastung andererseits.
- Nach erfolgtem Outsourcing müssen verlängerte Wege bewältigt werden.
- Hohe Fixkosten verlangen nachhaltige Beschäftigung.
- Tarif- und Betriebsvereinbarungen können Flexibilität beschränken.
- Begrenzte Kompetenz der Mitarbeiter durch deren spezifisches Qualifikationsprofil.